# Flagge Anguillas

Union Jack des Gouverneurs

Die Drei-Delphine-Flagge (1967–1969)

Flagge Anguillas (1967)

Die Flagge Anguillas zeigt auf blauem Hintergrund links oben den Union Jack, die Flagge des britischen Mutterlandes. Sie ist somit eine Blue Ensign. In der rechten Hälfte ist das Wappen Anguillas dargestellt. Es zeigt drei Delphine.

## Geschichte
Bis 1967 war der Union Jack des Vereinigten Königreiches die einzige Flagge Anguillas. Die Revolution von 1967 brachte eine neue Flagge hervor, auf der zwei Wassernixen mit einer Muschel zwischen ihnen abgebildet waren. Diese Flagge wurde von einer in San Francisco lebenden Gruppe Anguillaner überbracht und bei der Zerstörung der alten Flagge erstmals gehisst. Sie wurde aber nicht akzeptiert und bald durch die Flagge der „Drei Delphine“ ersetzt, die sofort allgemein angenommen wurde und noch heute von den Inselbewohnern benutzt wird, obwohl sie nicht offiziell ist. 
Die drei orangefarbenen Delphine repräsentieren Ausdauer, Einheit und Stabilität und sind als Symbol der Kontinuität kreisförmig angeordnet. Die Flagge hat einen weißen Hintergrund, der für Frieden und Ruhe steht, mit einem türkisfarbenen Streifen am unteren Rand, der sowohl das umgebende Meer als auch Glaube, Jugend und Hoffnung symbolisiert.
Die Drei-Delphine-Flagge wurde viele Jahre benutzt, aber es herrschte die Ansicht, dass Anguilla eine eigene, offizielle Flagge benötige. Brian Canty, ehemaliger Gouverneur von Anguilla, schlug eine neue Flagge vor und entwarf einige Skizzen, die zur Genehmigung an Königin Elisabeth II. nach London geschickt wurden.
Die neue, erstmals am 30. Mai 1990 gehisste Flagge, zeigt auf blauem Hintergrund einen Union Jack, in der linken oberen Ecke und auf der rechten Seite einen Schild, in dem auf weißem Untergrund mit türkisfarbener Basis drei orangefarbene Delphine zu sehen sind. Die Gestaltung vereint also die Zugehörigkeit zum Vereinigten Königreich und die Drei-Delphine-Flagge Anguillas.

## Gouverneur
Die offizielle Flagge des Gouverneurs enthält den Union Jack und das Wappen Anguillas, umgeben von einem Lorbeerkranz. Sie wird gehisst, wenn der Gouverneur sich an seinem Amtssitz aufhält, sowie an Autos und Schiffen, mit denen der Gouverneur zu offiziellen Besuchen unterwegs ist.

## Wappen und Siegel
Das Wappen Anguillas benutzt das Delphin-Muster der Flagge mit einem Goldrand. Das offizielle Siegel ist ein Schild in einem Doppelkreis, der die Worte Strength and Endurance („Kraft und Geduld“) enthält.